# 大山こま

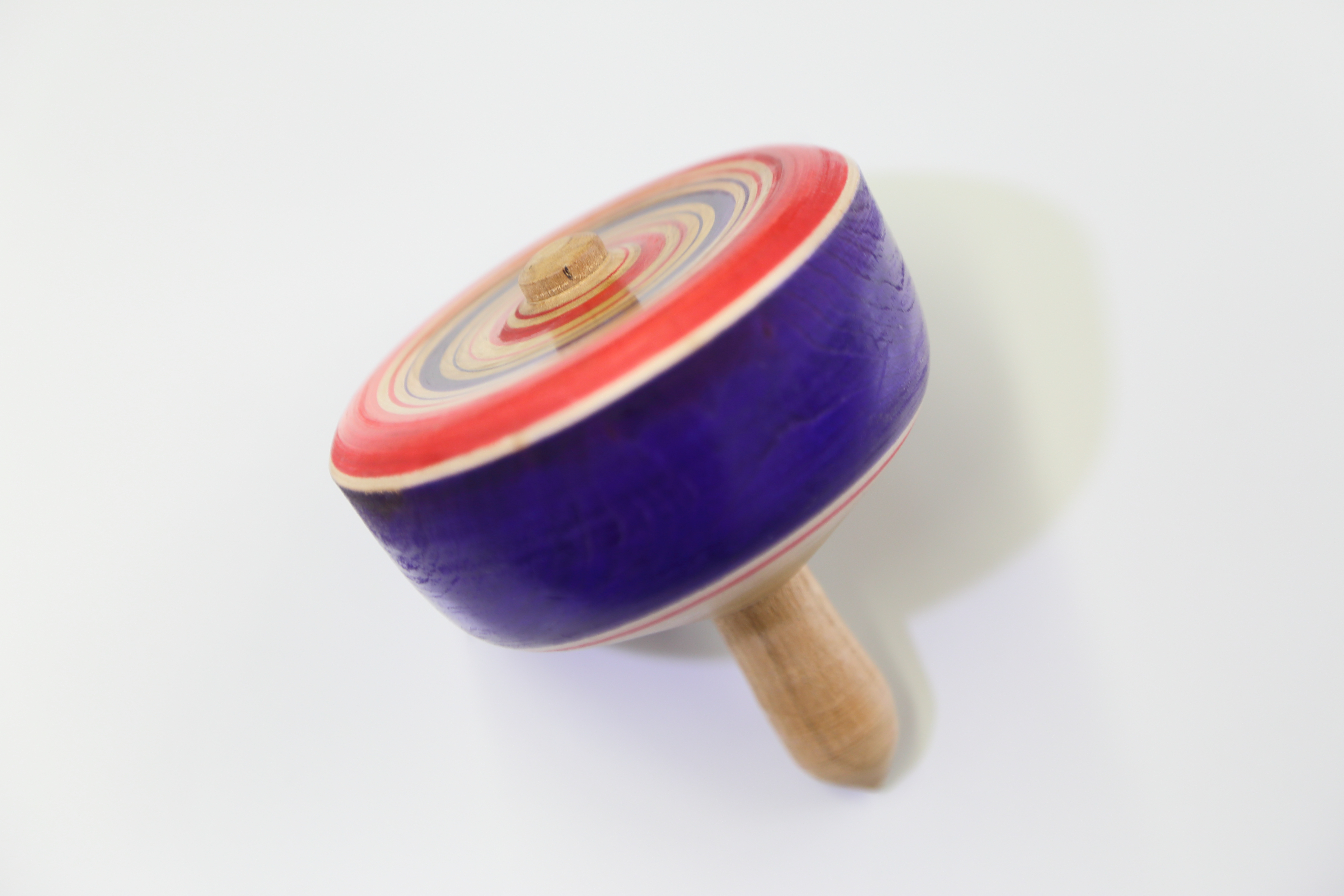
大山こま

大山こま（おおやまこま）は、神奈川県伊勢原市に伝わる郷土玩具（こま）である。大山阿夫利神社参詣の土産物として知られ、江戸時代中期以降、大山信仰の広まりとともに知名度を高めた。
心棒が太く安定感のあるどっしりとしたこまの形と、紺、赤、緑などで色彩豊かに彩られたろくろ模様が特徴であり、神奈川名産五〇選の1つに選ばれている。玩具としての最盛期は昭和30年代で、その後技術保持者が減り続けていた。2017年（平成29年）、伊勢原市が大山こまの製作技術を市の無形民俗文化財に指定して技術の継承と後継者の育成を図っている。

## 歴史
大山こまは、木地製品と大山信仰との結びつきによって発展してきたものであり、その発祥は江戸時代中期と考えられている。落語の演目に『大山詣り』があるように、神奈川県の大山に対する信仰は非常に盛んな物であった。その参拝客を相手に、土産物としてろくろ細工が行なわれており、家庭用品から、こまを含む玩具が作り出され、特産品として他の地方へも売られていた。大山こまは非常によく回ることから、「金運がついて回る」との縁起にも結び付けられ、大山信仰として大変な人気を呼んでいた。

北尾重政『江都二色』にある大山こまの画

1773年（安永2年）の北尾重政による玩具絵本『江都二色（えどにしき）』には「大山細工」として、この細工の代表品である臼や杵と共に、こまが描かれている。この絵本には「大山のうすときねほど中のよきこまもろこしが原で麦つく」との句も添えられていることから、大山こまは当時すでに名物玩具となっていたものと考えられている。
初期の大山こまはひねりゴマであった。明治末期にはひねりゴマに創意が加えられ、こまの芯棒をくりぬき、吹けば音が鳴る「ピーゴマ」の名で子供たちの人気を呼んだ。
1967年（昭和42年）、進物用に限定された紙巻きたばこのホープの図案の一つに大山こまが採用され、大山こまが一般に知られるようになった。
1976年（昭和51年）、世界各国の工芸家が集う第7回「世界工芸会議」がメキシコで開催された。日本からは2人の代表の内の1人として、大山こまづくり工芸家の金子貞雄が派遣された、大山こま製作の実演などで注目を浴びた。同1976年には「神奈川県名産50選」に入選した。
昭和初期には30軒以上あった製作者は、平成期には少数となったものの、それでも2004年（平成16年）時点で数人の職人が製作技術を守り続けている。また先述のように縁起物として、家内安全、五穀豊穣、商売繁盛の縁起物としての価値も高くなっている。

## 形状

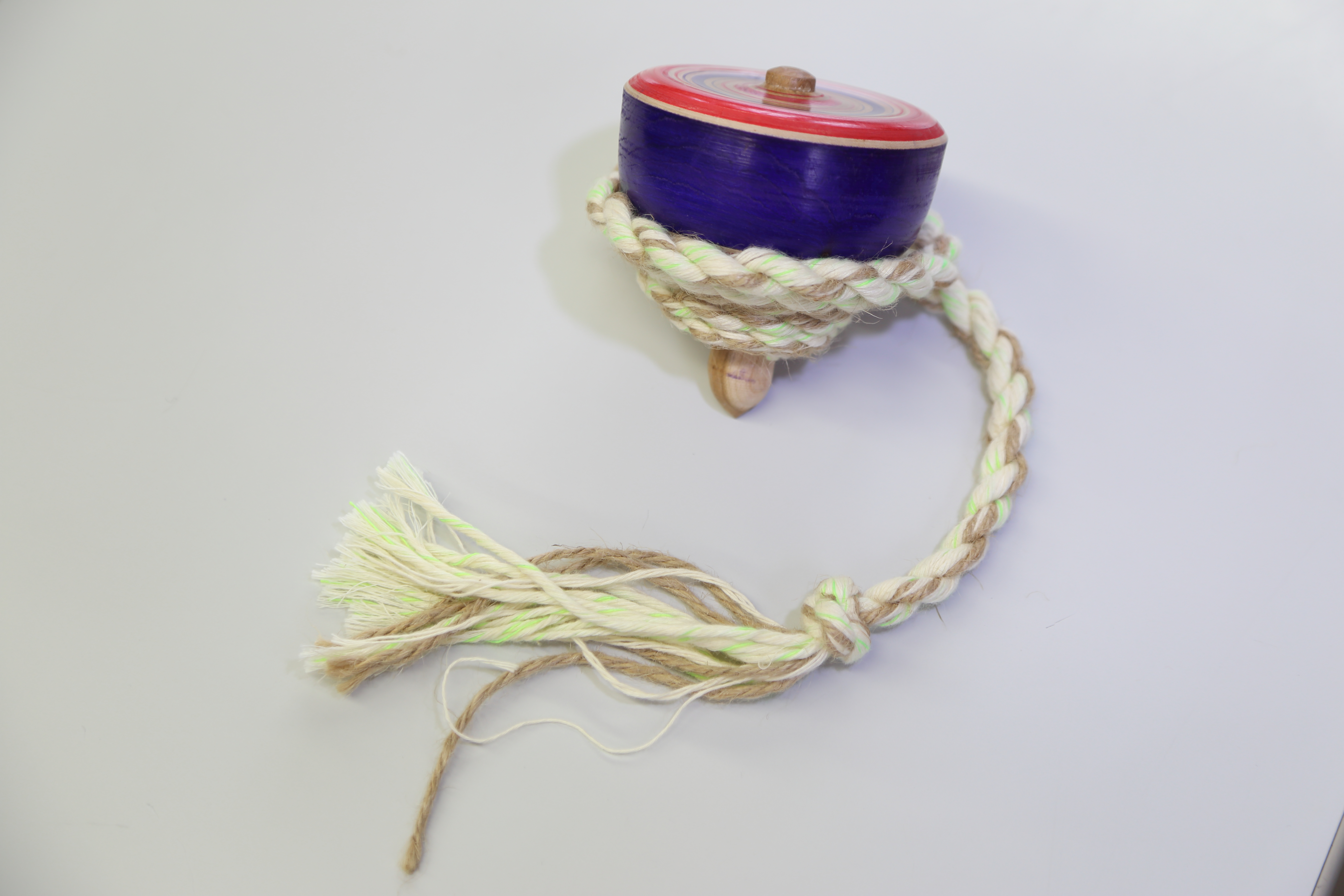
大山こま

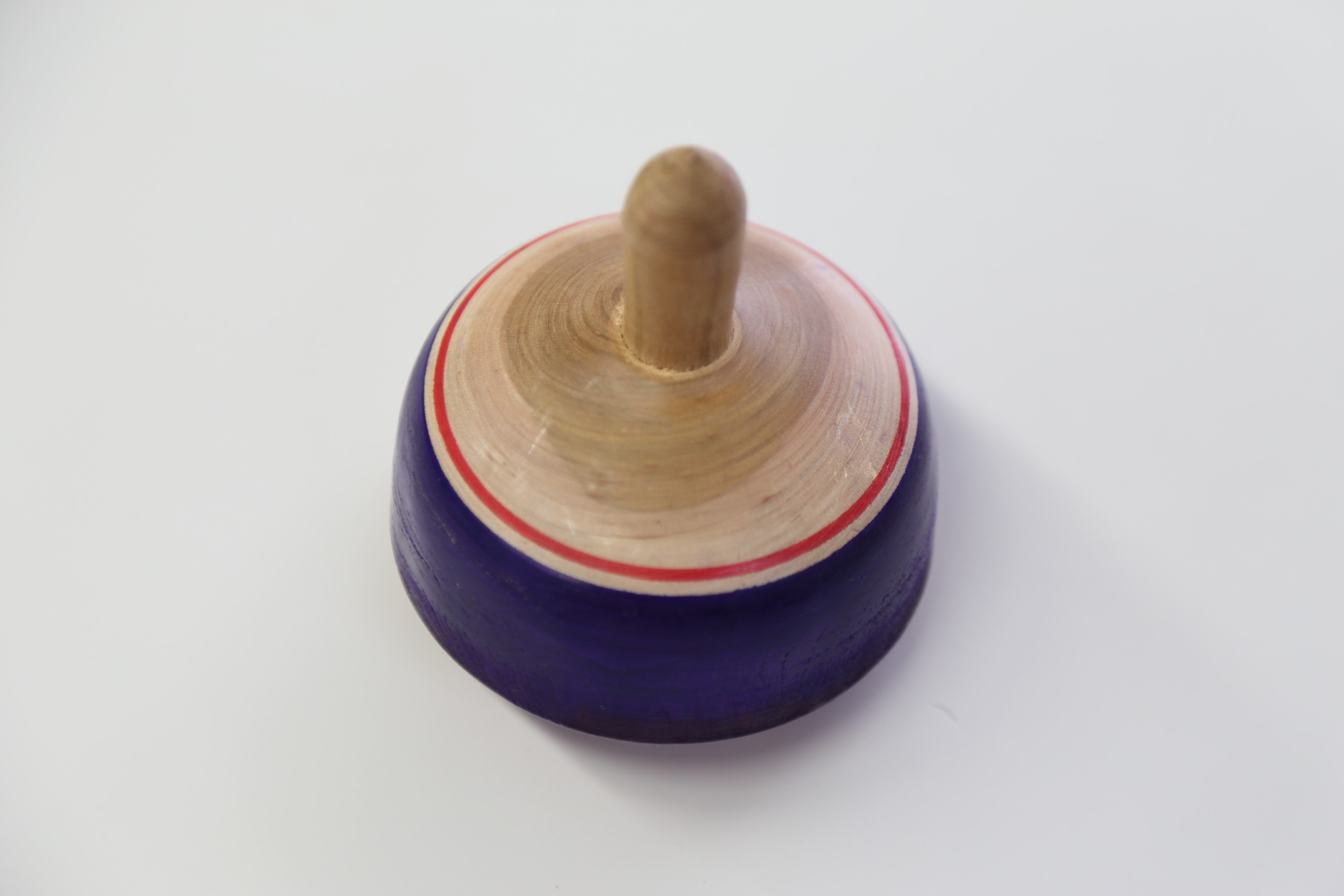
大山こま

現代における大山こまの特徴として、伊勢原市はいくつかの特徴をあげている。材料は、大山に植生するミズキを用いる。芯は別材を用いて、後から差し込む形状とし、モミジやカシを用いる。けんかゴマに使用されたとしても、芯が上に突き抜けないよう、芯を差し込む穴は上側が細い形状でとするとともに、芯棒も穴に合わせて上を細くし、中が太いこと。全体の形はやや丸みを帯びている。紅、藍、紫の染料による着色が行われている。また、ロウ磨きで仕上げられる。

## 製法
一年乾燥させた木材を輪切りにして円筒形に打ち抜き、ロクロに固定し回転させながらバイトで挽いて作成する。次に最も大切な工程は溝挽き(みずひき)という工程で、ロクロで回転する胴体部分に細く尖った道具で芯棒の穴をあけることである。芯棒の穴が曲がってしまうと正しく回転しない。こまを挽いて作成することから挽き物玩具とも言われている。

## 技術の継承と後継者の育成
大山こまの技術は、伊勢原に住む木地師によって継承されてきた。木地師の技能によって、見た目に美しく玩具としても丈夫で実用に耐えるこまが作られ、単なる子供の玩具ではなく大人も楽しむ郷土民芸品として人気が出ている。こまを作る木地師は、300年以上前に早川（現:小田原市）を経て伊勢原に移住してきた。彼らは大山に生育していたミズキやカエデなどを材料に椀、盆、ひしゃくなどの生活用品を作っていた。江戸時代の中期に入ると、こま、だるま落とし、ままごとの道具などの玩具が多くなっていた。

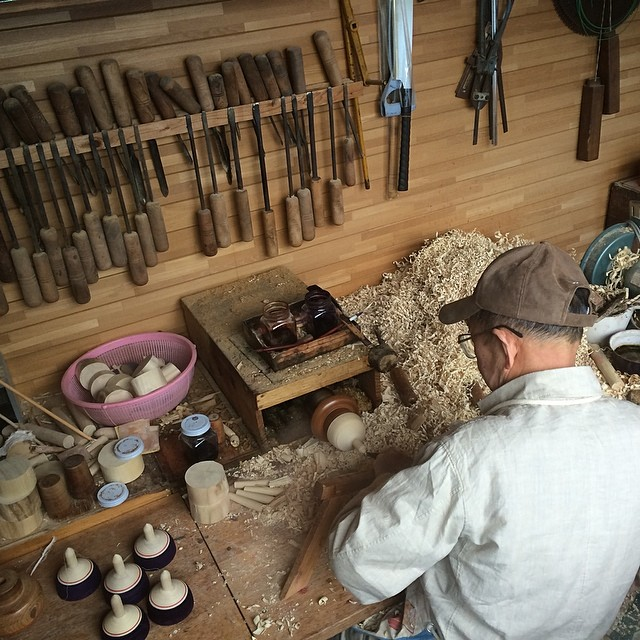
大山こまを作る職人

こまを作る木地師は現代に至っても旧来のしきたりを守り、自分で使う工具はすべて自作のものである。ものさしや定規さえ使うことがなく、寸法はすべてカンに頼る。作り方のマニュアルや手順書などはなく「見て技術を盗む」要領で技術の継承が行われるため、1人前になるまでには10年はかかるという。
こまを回転させるろくろは、昭和30年頃まで足踏みのものを使っていた。この時期が大山こまの最盛期で、二十数人の木地師が30軒ほどの木地屋でこまの製作を行っていた。しかし、玩具の多様化で需要が減り土産物としての販売が主流になるにつれて、木地師が減少の一途をたどっていった。1973年（昭和48年）の時点では、木地師が8人まで減少して後継者不足が懸念されていた。
2017年（平成29年）3月28日、伊勢原市は大山こまの製作技術を市の無形民俗文化財に指定した。この時点で技術保持者が4軒の5人のみとなっていて、平均年齢は81歳と高齢であり、もっとも若い保持者でも68歳であった。しかも職人の団体「太子講」は2016年（平成28年）に解散し、残る後継者がわずか1名のみという事態で、「こま参道の由来にもなった大山こま自体がなくなってしまうのでは」という懸念の声が上がるまでになっていた。
文化財指定の前年に当たる2016年（平成28年）、伊勢原市内の障がい者施設で技術指導を行い、大山ごまの技術を次代に伝える取り組みが始まった。この取り組みには、伊勢原市からの支援もあった。伊勢原市は補助金を出したり、こま作り教室を開いたりして、技術の継承を支援する方針である。大山詣が2016年（平成28年）に日本遺産に登録され、伊勢原市や神奈川県は大山の観光PRに努めている。その関係で、伊勢原市は江戸時代から続く伝統を持つ大山こまを指定文化財とした。伊勢原市は「子ども向けのこま作り教室を開き、小さいうちから関心を持ってもらい、将来の職人志望者を増やしたい」と後継者の育成も視野に入れている。
2018年（平成30年）、伊勢原市は大山こまの製作過程や歴史などを解説する記録映像を製作した。これは子供たちに関心を持ってもらい、ゆくゆくは後継者になってもらえればとの期待をこめたもので、約20分（約6分の短縮版、30秒のCM版もあり）の作品である。
製作費は文化庁からの補助金324万円を使い、テレビ神奈川に映像の作成を委託した。この記録映像は大山詣の映像とともに動画投稿サイト「YouTube」で公開されたほか、伊勢原市内の小中学校にも配布された。

## 関連する文化

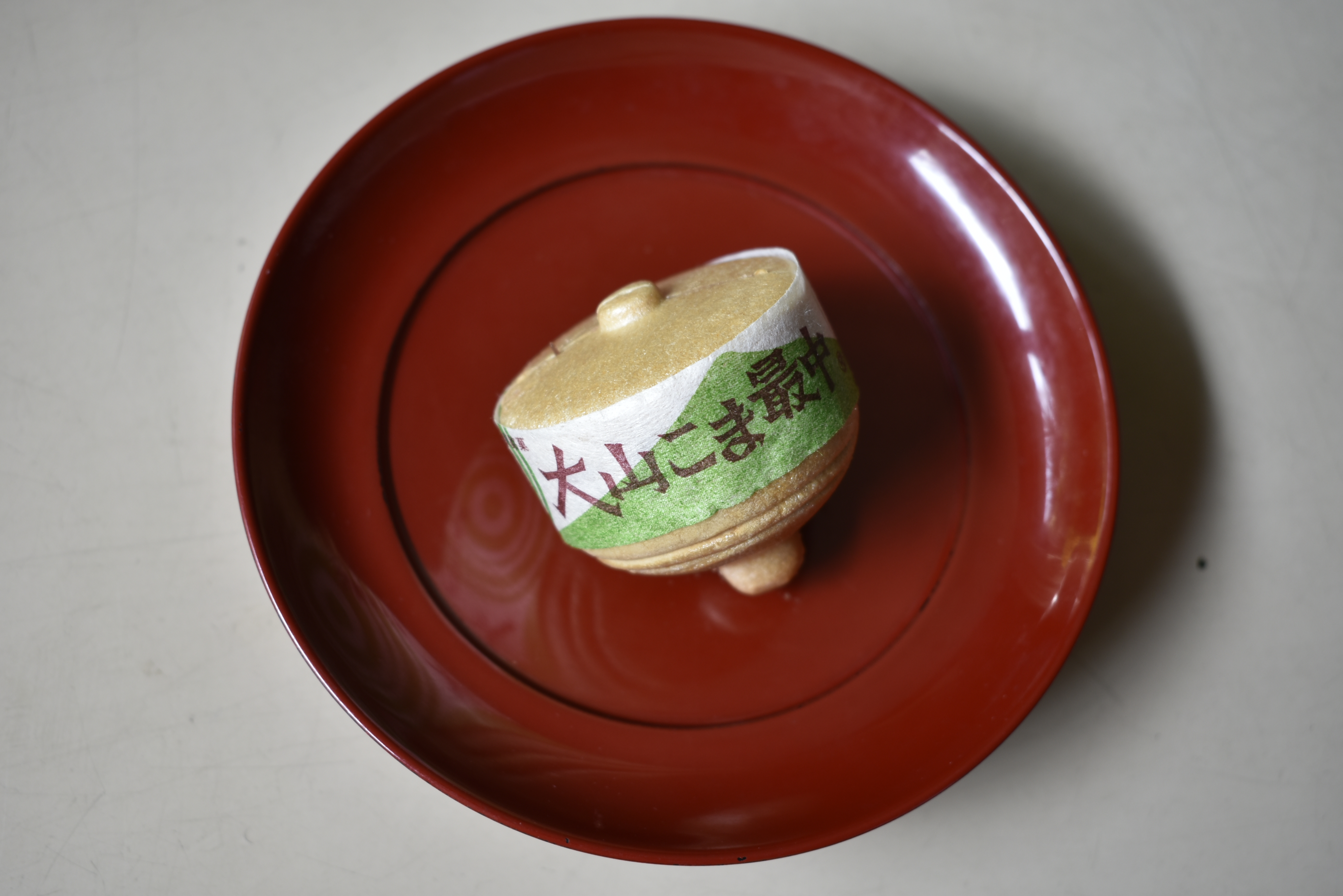
大山こま最中（2021年9月撮影）

伊勢原市の観光地である丹沢大山の入口となる参道は「こま参道」と呼ばれ、踊り場ごとに、大山こまをデザインしたタイルが地面に貼られている。上の踊り場へ行くごとに、こまの数が1つずつ増えてゆく。
伊勢原市の公式イメージキャラクター「クルリン」は、大山こまをモチーフとしたものである。2013年（平成25年）に日本全国の一般公募から決定したもので、大山こまの帽子をかぶった姿としてデザインされている。伊勢原駅観光案内所である「駅ナカ クルリンハウス」の出迎えのキャラクターとしても用いられており、同店ではクルリンの様々なグッズが販売されている。
神奈川県指定銘菓であり、伊勢原市のご当地グルメでもある「大山こま最中」は、大山こまの形をした最中である。大山のミズキやモミジを使って作り「よどみなく回る（金運が回る）しっかりした芯棒（はげしい行動とそれに耐え抜くこと）、円い型（愛想のよいこと）ということで結婚祝、出産祝、新築祝などに縁起物として親しまれている。